# Robert Kipkoech Cheruiyot

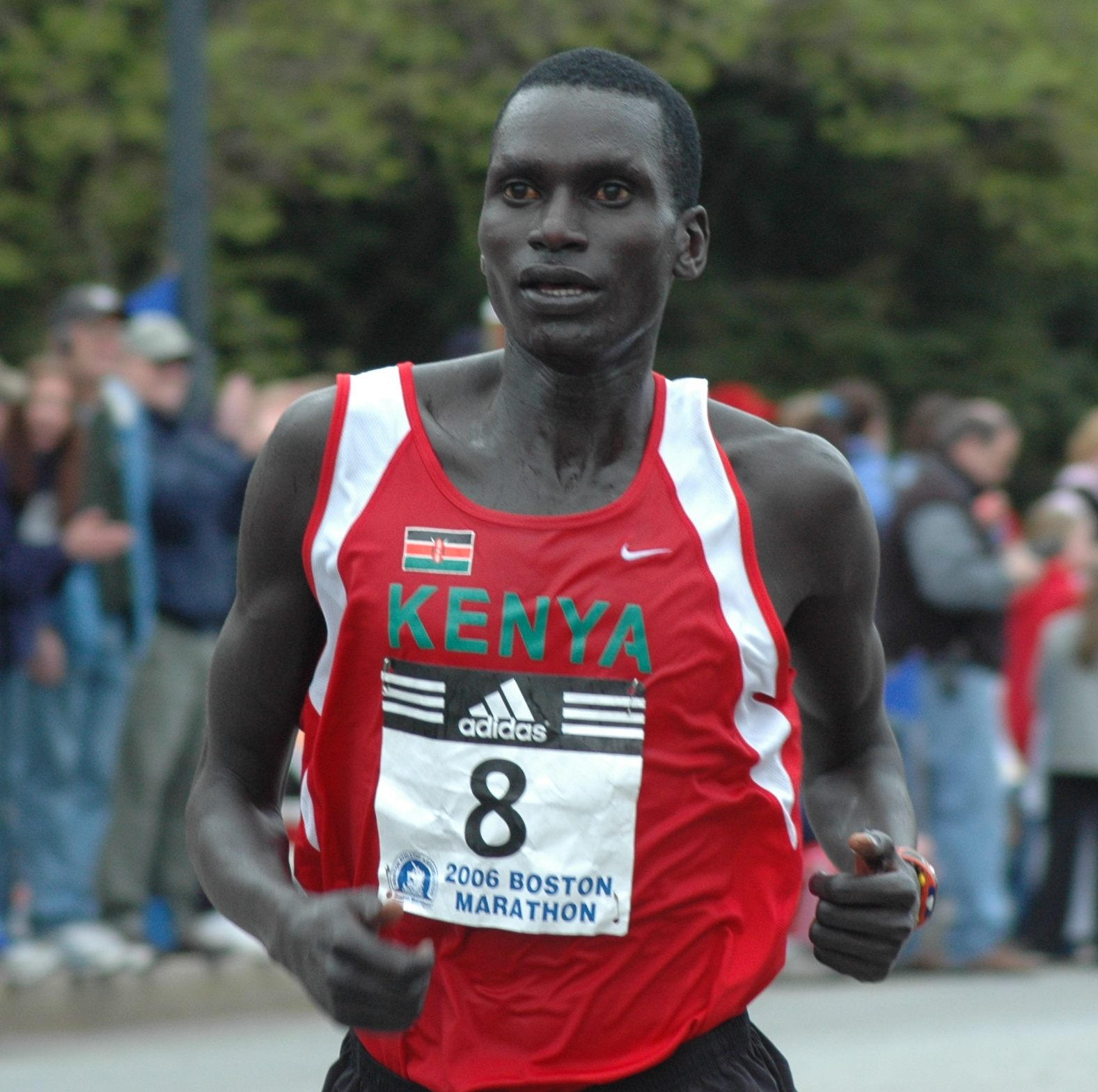
Robert Kipkoech Cheruiyot beim Boston-Marathon 2006

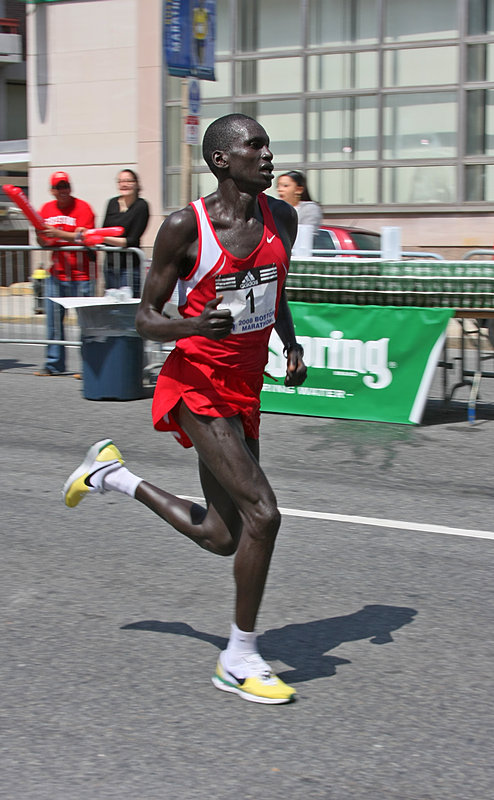
Robert Kipkoech Cheruiyot beim Boston-Marathon 2008, 2 km vor dem Ziel

Robert Kipkoech Cheruiyot (seit Ende 2008: Omar Ahmed; * 26. September 1978) ist ein kenianischer Langstreckenläufer, der sich auf die Marathondistanz spezialisiert hat.

## Leben
Er siegte 2002 beim Mailand-Marathon und 2003 beim Boston-Marathon. 2005 belegte er beim Boston-Marathon den fünften und beim New-York-City-Marathon den vierten Platz.
2006 konnte er nicht nur erneut in Boston mit dem Streckenrekord von 2:07:14 h (gleichzeitig persönliche Bestzeit) gewinnen, er siegte auch beim Chicago-Marathon auf dramatische Weise, als er unmittelbar vor dem Ziel ausrutschte und unter dem Zielband hindurch über die Messmatte schlitterte.
2007 wiederholte er seinen Sieg in Boston bei unwetterartigen Bedingungen in 2:14:13 h. Durch einen vierten Platz beim Chicago-Marathon sicherte er sich vorzeitig den Sieg in der Serie 2006/07 der World Marathon Majors.
Auch 2008 konnte er wieder den Boston-Marathon für sich entscheiden. Er ist somit der erste männliche Athlet seit Bill Rodgers, der vier Siege bei diesem Lauf verbuchen kann. Er wurde für den Marathon der Olympischen Spiele in Peking nominiert, verzichtete jedoch wegen einer Verletzung kurzfristig zugunsten von Luke Kibet Bowen.
2009 endete seine Siegesserie in Boston, als er wegen Rückenschmerzen aufgab. Beim Marathon der Weltmeisterschaften in Berlin wurde er Fünfter in 2:10:47 h und sicherte so dem kenianischen Team das Gold in der Mannschaftswertung. Zum Saisonabschluss wurde er Zweiter in New York City. 2010 gewann er den Granollers-Halbmarathon, 2011 wurde er Siebter beim Shanghai-Marathon.
Cheruiyot ist mit 1,88 m ungewöhnlich groß für einen Langstreckenläufer und wiegt 65 kg. Er ist verheiratet und hat eine Tochter. 2008 konvertierte er zum Islam und nahm den Namen Omar Ahmed an.